# 1905年
1905年（1905 ねん）は、西暦（グレゴリオ暦）による、日曜日から始まる平年。明治38年。

## 他の紀年法
- 干支：乙巳
- 日本（月日は一致）
  - 明治38年
  - 皇紀2565年
- 清：光緖30年11月26日 - 光緖31年12月6日
- 朝鮮（月日は一致）
  - 大韓帝国・光武9年
  - 檀紀4238年
- 阮朝（ベトナム）：成泰16年11月26日 - 成泰17年12月6日
- 仏滅紀元：2447年閏9月10日 - 2448年10月6日
- ヒジュラ暦（イスラム暦）：1322年10月24日 - 1323年11月4日
- ユダヤ暦：5665年4月24日 - 5666年4月3日
- 修正ユリウス日 (MJD)：16846 - 17210
- リリウス日 (LD)：117687 - 118051

※檀紀は、大韓民国で1948年に法的根拠を与えられたが、1962年からは公式な場では使用されていない。

## カレンダー
| 1月 |    |    |    |    |    |    |
| 日  | 月 | 火 | 水 | 木 | 金 | 土 |
| 1   | 2  | 3  | 4  | 5  | 6  | 7  |
| 8   | 9  | 10 | 11 | 12 | 13 | 14 |
| 15  | 16 | 17 | 18 | 19 | 20 | 21 |
| 22  | 23 | 24 | 25 | 26 | 27 | 28 |
| 29  | 30 | 31 |    |    |    |    |
|     |    |    |    |    |    |    |

| 2月 |    |    |    |    |    |    |
| 日  | 月 | 火 | 水 | 木 | 金 | 土 |
|     |    |    | 1  | 2  | 3  | 4  |
| 5   | 6  | 7  | 8  | 9  | 10 | 11 |
| 12  | 13 | 14 | 15 | 16 | 17 | 18 |
| 19  | 20 | 21 | 22 | 23 | 24 | 25 |
| 26  | 27 | 28 |    |    |    |    |
|     |    |    |    |    |    |    |

| 3月 |    |    |    |    |    |    |
| 日  | 月 | 火 | 水 | 木 | 金 | 土 |
|     |    |    | 1  | 2  | 3  | 4  |
| 5   | 6  | 7  | 8  | 9  | 10 | 11 |
| 12  | 13 | 14 | 15 | 16 | 17 | 18 |
| 19  | 20 | 21 | 22 | 23 | 24 | 25 |
| 26  | 27 | 28 | 29 | 30 | 31 |    |
|     |    |    |    |    |    |    |

| 4月 |    |    |    |    |    |    |
| 日  | 月 | 火 | 水 | 木 | 金 | 土 |
|     |    |    |    |    |    | 1  |
| 2   | 3  | 4  | 5  | 6  | 7  | 8  |
| 9   | 10 | 11 | 12 | 13 | 14 | 15 |
| 16  | 17 | 18 | 19 | 20 | 21 | 22 |
| 23  | 24 | 25 | 26 | 27 | 28 | 29 |
| 30  |    |    |    |    |    |    |
|     |    |    |    |    |    |    |

| 5月 |    |    |    |    |    |    |
| 日  | 月 | 火 | 水 | 木 | 金 | 土 |
|     | 1  | 2  | 3  | 4  | 5  | 6  |
| 7   | 8  | 9  | 10 | 11 | 12 | 13 |
| 14  | 15 | 16 | 17 | 18 | 19 | 20 |
| 21  | 22 | 23 | 24 | 25 | 26 | 27 |
| 28  | 29 | 30 | 31 |    |    |    |
|     |    |    |    |    |    |    |

| 6月 |    |    |    |    |    |    |
| 日  | 月 | 火 | 水 | 木 | 金 | 土 |
|     |    |    |    | 1  | 2  | 3  |
| 4   | 5  | 6  | 7  | 8  | 9  | 10 |
| 11  | 12 | 13 | 14 | 15 | 16 | 17 |
| 18  | 19 | 20 | 21 | 22 | 23 | 24 |
| 25  | 26 | 27 | 28 | 29 | 30 |    |
|     |    |    |    |    |    |    |

| 7月 |    |    |    |    |    |    |
| 日  | 月 | 火 | 水 | 木 | 金 | 土 |
|     |    |    |    |    |    | 1  |
| 2   | 3  | 4  | 5  | 6  | 7  | 8  |
| 9   | 10 | 11 | 12 | 13 | 14 | 15 |
| 16  | 17 | 18 | 19 | 20 | 21 | 22 |
| 23  | 24 | 25 | 26 | 27 | 28 | 29 |
| 30  | 31 |    |    |    |    |    |
|     |    |    |    |    |    |    |

| 8月 |    |    |    |    |    |    |
| 日  | 月 | 火 | 水 | 木 | 金 | 土 |
|     |    | 1  | 2  | 3  | 4  | 5  |
| 6   | 7  | 8  | 9  | 10 | 11 | 12 |
| 13  | 14 | 15 | 16 | 17 | 18 | 19 |
| 20  | 21 | 22 | 23 | 24 | 25 | 26 |
| 27  | 28 | 29 | 30 | 31 |    |    |
|     |    |    |    |    |    |    |

| 9月 |    |    |    |    |    |    |
| 日  | 月 | 火 | 水 | 木 | 金 | 土 |
|     |    |    |    |    | 1  | 2  |
| 3   | 4  | 5  | 6  | 7  | 8  | 9  |
| 10  | 11 | 12 | 13 | 14 | 15 | 16 |
| 17  | 18 | 19 | 20 | 21 | 22 | 23 |
| 24  | 25 | 26 | 27 | 28 | 29 | 30 |
|     |    |    |    |    |    |    |

| 10月 |    |    |    |    |    |    |
| 日   | 月 | 火 | 水 | 木 | 金 | 土 |
| 1    | 2  | 3  | 4  | 5  | 6  | 7  |
| 8    | 9  | 10 | 11 | 12 | 13 | 14 |
| 15   | 16 | 17 | 18 | 19 | 20 | 21 |
| 22   | 23 | 24 | 25 | 26 | 27 | 28 |
| 29   | 30 | 31 |    |    |    |    |
|      |    |    |    |    |    |    |

| 11月 |    |    |    |    |    |    |
| 日   | 月 | 火 | 水 | 木 | 金 | 土 |
|      |    |    | 1  | 2  | 3  | 4  |
| 5    | 6  | 7  | 8  | 9  | 10 | 11 |
| 12   | 13 | 14 | 15 | 16 | 17 | 18 |
| 19   | 20 | 21 | 22 | 23 | 24 | 25 |
| 26   | 27 | 28 | 29 | 30 |    |    |
|      |    |    |    |    |    |    |

| 12月 |    |    |    |    |    |    |
| 日   | 月 | 火 | 水 | 木 | 金 | 土 |
|      |    |    |    |    | 1  | 2  |
| 3    | 4  | 5  | 6  | 7  | 8  | 9  |
| 10   | 11 | 12 | 13 | 14 | 15 | 16 |
| 17   | 18 | 19 | 20 | 21 | 22 | 23 |
| 24   | 25 | 26 | 27 | 28 | 29 | 30 |
| 31   |    |    |    |    |    |    |
|      |    |    |    |    |    |    |

## できごと

### 1月
- 1月1日 - 日露戦争：旅順開城
- 1月1日 - 夏目漱石が『ホトトギス』1月号で、処女作『吾輩は猫である』を連載開始
- 1月22日 - サンクトペテルブルクで血の日曜日事件発生
- 1月23日 - 奈良県鷲家口（現・吉野郡東吉野村）でニホンオオカミの捕獲。確かな最後の発見であり、ニホンオオカミ絶滅の年とされる。（1910年にも捕獲の記録があるが標本が現存していないため認められてない）
- 1月25日 - 日露戦争：黒溝台会戦（- 1月29日）
- 1月28日 - 隠岐島と鬱陵島の間にある島を日本政府が閣議で竹島と命名し、島根県隠岐島司の所管とした
- 1月29日 - 平民新聞廃刊

### 2月
- 2月11日 - 仁丹発売（森下南陽堂）

### 3月
- 3月1日 - 日露戦争：奉天会戦（- 3月10日）
- 3月10日 - イングランドでチェルシーFC創立
- 3月16日 - 日露戦争：バルチック艦隊がマダガスカルを出港
- 3月31日 - ドイツ皇帝ウィルヘルム2世がモロッコの港であるタンジールを訪問（タンジール事件）

### 4月
- 4月2日 - 瀬戸自動鉄道（現在の名鉄瀬戸線）で蒸気動車の運行
- 4月3日 - アルゼンチンでボカ・ジュニアーズ創立
- 4月12日 - 阪神電気鉄道阪神本線開業
- 4月23日 - フランスで社会党が結成

### 5月
- 5月27日 - 日露戦争：日本海海戦（- 5月28日）
- 5月28日 - 日本海海戦:イルティッシュ号投降事件

### 6月
- 6月7日 - ノルウェーがスウェーデンからの独立を宣言
- 6月9日 - 米国大統領セオドア・ルーズベルトが日露講和を勧告
- 6月27日 - ロシアで戦艦ポチョムキンの水兵が蜂起
- 6月30日 - アルベルト・アインシュタインが特殊相対性理論を発表（「アインシュタインの奇跡の年」）

### 7月
- 7月7日 - 日露戦争：樺太の戦い開始
- 7月29日 - 桂・タフト協定が結ばれ、日本の韓国支配と米国のフィリピン支配を相互承認
- 7月 - ベトナム維新会による東遊（ドンズー）運動が始まる。日本へ留学生が派遣される
- 7月 - ドイツ領東アフリカでマジ・マジ反乱発生
- 7月31日 - 日露戦争：日本軍が樺太占領を終える

### 8月
- 8月10日 - 日露戦争：日露講和会議開催
- 8月10日 - イングランドでクリスタルパレスFC創立
- 8月12日 - 第2次日英同盟が調印
- 8月20日 - 孫文が東京で中国同盟会を結成
- 8月30日 - タイ・カッブがMLBデビュー。

### 9月
- 9月2日 - 清が科挙を廃止
- 9月5日 - 日露戦争：ポーツマス条約締結
- 9月5日 - 日露戦争講和条約に反対する民衆による暴動が発生（日比谷焼打事件）
- 9月6日 - 東京に戒厳令（- 11月29日）
- 9月10日 - 中川小十郎により私立清和普通学校が開学
- 9月11日 - 関釜連絡船運航開始
- 日付不明 - イギリス、デンマーク系の合弁会社商業太平洋ケーブル会社（英語版）と日本政府が太平洋海底通信ケーブル敷設の共同事業に合意。

### 10月
- 10月8日 - シベリア鉄道が開通
- 10月9日 - 平民社が解散
- 10月16日 - インド総督ジョージ・カーゾンがベンガル分割令を発布
- 10月17日 - 津田梅子らがYWCAを創立
- 10月26日 - ロシアのサンクトペテルブルクで労働者代表ソビエト会議が開催
- 10月30日 - ロシア皇帝ニコライ2世が十月宣言を発布

### 11月
- 11月14日 - 幸徳秋水が米国に出発
- 11月17日 - 第2次日韓協約が締結され、日本が韓国の外交権を掌握
- 11月25日 - ヒューゴー・ガーンズバックが世界初の大衆無線機「テリムコ」を発売
- 11月29日 - 東京の戒厳令解除

### 12月
- 12月2日 - 日本で最初の大使館がイギリスに設置（公使館が昇格）。初代駐英大使は林董
- 12月9日 - フランスで政教分離法が公布。
- 12月11日 - イランで立憲革命
- 12月18日 - JXホールディングスの前身である日本鉱業設立。
- 12月21日 - 第2次日韓協約に基づき韓国統監府を京城に設置。初代総監は伊藤博文
- 12月25日 - 第22議会召集。

### 月不詳
- 「アインシュタインの奇跡の年」6月20日に特殊相対性理論を発表したほか、光量子仮説を導入。アインシュタインが合計で5つもの画期的な論文を発表したことで、1905年は物理学の奇跡の年といわれる
- マックス・ヴェーバー『プロテスタンティズムの倫理と資本主義の精神』
- エルンスト・マッハ「認識と誤謬」
- 夏 - ゼーフェルトでエドムント・フッサールが、ゲッティンゲン大学とミュンヘン大学の学生を集めて研究会を開催。初めて、現象学的還元の思考を説明
- 上田敏『海潮音』
- 東北地方が冷夏に見舞われ大凶作[1]。

## 周年
以下に、過去の主な出来事からの区切りの良い年数（周年）を記す。
- 1月10日 - 福澤諭吉生誕70周年。
- 4月14日 - リンカーン大統領暗殺事件から40周年。

## 誕生

### 1月
- 1月1日 - 吉原治良、画家、具体美術協会創設者 （+ 1972年）

- 1月2日 - マイケル・ティペット、作曲家（+ 1998年）
- 1月3日 - 高松宮宣仁親王、日本の皇族（+ 1987年）
- 1月3日 - レイ・ミランド、俳優（+ 1986年）
- 1月3日 - 三岸節子、洋画家（+ 1999年）
- 1月5日 - 片岡球子、日本画家（+ 2008年）
- 1月7日 - 長谷川四郎、元農林水産大臣・建設大臣・衆議院副議長（+ 1986年）
- 1月8日 - ジャチント・シェルシ、作曲家（+ 1988年）
- 1月8日 - カール・ヘンペル、思想家（+ 1997年）
- 1月11日 - マンフレッド・リー、小説家（+ 1971年）
- 1月14日 - 福田赳夫、大蔵官僚・第67代内閣総理大臣（+ 1995年）
- 1月14日 - ジャンヌ・ボット、フランスで歴代3番目の長寿者（+ 2021年）
- 1月15日 - 藤原釜足、俳優（+ 1985年）
- 1月16日 - 伊藤整、小説家（+ 1969年）
- 1月17日 - アードマン・ペナー、脚本家（+ 1956年）
- 1月18日 - ジョゼフ・ボナンノ、マフィア・コーサ・ノストラ幹部（+ 2002年）
- 1月20日 - ハーバート・ボウデン、イギリスの政治家（+ 1994年）
- 1月21日 - クリスチャン・ディオール、ファッションデザイナー（+ 1957年）
- 1月22日 - 椋鳩十、小説家・児童文学者（+ 1987年）
- 1月26日 - マリア・フォン・トラップ、ミュージカル『サウンド・オブ・ミュージック』のモデルとなった人物（+ 1987年）
- 1月29日 - バーネット・ニューマン、美術家（+ 1970年）
- 1月29日 - 大河内一男、経済学者、東京大学総長（+ 1984年）
- 1月30日 - 斎藤寅次郎、映画監督（+ 1982年）
- 1月31日 - 万城目正、作曲家（+ 1968年）

### 2月
- 2月1日 - 中地シゲヨ、スーパーセンテナリアン、教育者（+ 2021年）
- 2月2日 - アイン・ランド[2]、小説家（+ 1982年）
- 2月6日 - ヴワディスワフ・ゴムウカ、ポーランドの指導者（+ 1982年）
- 2月7日 - ポール・ニザン、小説家（+ 1940年）
- 2月7日 - 波多野完治、心理学者（+ 2001年）
- 2月8日 - 李承燁、北朝鮮の政治家（+ 1953年）
- 2月12日 - 巽聖歌、児童文学者・歌人（+ 1973年）
- 2月14日 - セルマ・リッター、女優（+ 1969年）
- 2月18日 - 平岡倭文重、小説家・三島由紀夫の母（+ 1987年）
- 2月20日 - 本庄陸男、小説家（+ 1939年）
- 2月21日 - 木村義雄、将棋棋士（+ 1986年）
- 2月25日 - 筑波藤麿、日本の皇族・華族・靖国神社宮司（+ 1978年）
- 2月25日 - 安藤輝三、陸軍軍人・二・二六事件の首謀者の一人 (+ 1936年)

### 3月
- 3月1日 - 川又克二、日産自動車社長（+ 1986年）
- 3月10日 - 南沢十七、探偵小説・科学小説家、翻訳家　（+ 1982年）
- 3月12日 - 志村喬[3]、俳優（+ 1982年）
- 3月14日 - レイモン・アロン、社会学者・哲学者（+ 1983年）
- 3月21日 - 村瀬幸子、女優（+ 1993年）
- 3月23日 - ジョーン・クロフォード、女優（+ 1977年）
- 3月23日 - ジョン・ランドール、物理学者（+ 1984年）
- 3月26日 - アンドレ・クリュイタンス、指揮者（+ 1967年）
- 3月26日 - ヴィクトール・フランクル、精神科医・心理学者（+ 1997年）
- 3月30日 - 織田幹雄、陸上選手（+ 1998年）

### 4月
- 4月1日 - 磯部浅一、陸軍軍人・二・二六事件の首謀者の一人 (+1937年)
- 4月2日 - セルジュ・リファール、舞踏家（+ 1986年）
- 4月4日 - ウジェーヌ・ボザ、作曲家（+ 1991年）
- 4月9日 - J・ウィリアム・フルブライト、アメリカ合衆国の政治家・フルブライト奨学金設立者（+ 1995年）
- 4月13日 - ブルーノ・ロッシ、実験物理学者（+ 1993年）
- 4月13日 - 水田三喜男、元大蔵大臣・城西大学創立者（+ 1976年）
- 4月18日 - ジョージ・ヒッチングス、薬学者（+ 1998年）
- 4月18日 - 中川信夫、映画監督(+ 1984年)
- 4月20日 - 辰巳柳太郎、俳優（+ 1989年）
- 4月25日 - 松本克平、俳優（+ 1995年）
- 4月26日 - 酒井七馬、漫画家、漫画原作者、アニメ演出家（+ 1969年）
- 4月30日 - 加藤常太郎、政治家、加藤海運元社長（+ 1990年）

### 5月
- 5月1日 - 岸輝子、女優（+ 1990年）
- 5月3日 - レッド・ラフィング、メジャーリーガー（+ 1986年）
- 5月8日 - 松田昇、高校野球指導者（+ 1982年）
- 5月12日 - 鈴木敬信、天文学者（+ 1993年）
- 5月12日 - 松島詩子、歌手（+ 1996年）
- 5月14日 - 四世井上八千代、日本舞踊家（+ 2004年）
- 5月14日 - 前川國男、建築家（+ 1986年）
- 5月14日 - ニコライ・チーホノフ、ソビエト連邦首相（+ 1997年）
- 5月15日 - 福田蘭童、音楽家（+ 1976年）
- 5月16日 - ヘンリー・フォンダ、俳優（+ 1982年）
- 5月19日 - アルベルト・シュペーア、ナチス・ドイツの軍需相・建築家（+ 1981年）
- 5月23日 - 鈴木竹雄、法学者（+ 1995年）
- 5月23日 - 宮本三郎、画家（+ 1974年）
- 5月24日 - ミハイル・ショーロホフ、ロシアの小説家（+ 1984年）
- 5月25日 - マーティン・ディーゴ、プロ野球選手（+ 1971年）
- 5月26日 - 加藤楸邨、俳人・国文学者（+ 1993年）
- 5月31日 - 大谷貴義、日美創業者（+ 1991年）

### 6月
- 6月13日 - フランティシェク・バルトシュ、作曲家（+ 1973年）
- 6月13日 - 陳雲、中華人民共和国の政治家（+ 1995年）
- 6月13日 - アントニア・ダ・サンタ・クルス、 スーパーセンテナリアン（+ 2022年）
- 6月17日 - 臼井吉見、文芸評論家・小説家（+ 1987年）
- 6月20日 - リリアン・ヘルマン、戯曲作家（+ 1984年）
- 6月21日 - ジャン＝ポール・サルトル、哲学者（+ 1980年）
- 6月25日 - 与田凖一、児童文学者・詩人（+ 1997年、戸籍上は8月2日生）
- 6月29日 - 入江相政、侍従長・エッセイスト（+ 1985年）

### 7月
- 7月2日 - 石川達三、小説家（+ 1985年）
- 7月5日 - 平一二、編集技師（+ 没年不明）
- 7月13日 - ボズレー・クラウザー、映画評論家（+ 1981年）
- 7月15日 - 秋田實、漫才作家（+ 1977年）
- 7月17日 - 藤原定、詩人（+ 1990年）
- 7月17日 - エドガー・スノー、ジャーナリスト（+ 1972年）
- 7月18日 - 松田解子、小説家（+ 2004年）
- 7月19日 - ルイス・ケントナー、ピアニスト（+ 1987年）
- 7月25日 - 野中正造、世界男性最高齢（+ 2019年[4]）
- 7月27日 - レオ・ドローチャー、MLBの野球選手・監督（+ 1991年）
- 7月29日 - ダグ・ハマーショルド、第2代国際連合事務総長（+ 1961年）

### 8月
- 8月1日 - 水谷八重子 (初代)、女優（+ 1979年）
- 8月7日 - マックス・ロスタル、ヴァイオリニスト（+ 1991年）
- 8月9日 - ピエール・クロソウスキー、小説家・画家・思想家・翻訳者（+ 2001年）
- 8月10日 - 森田忠勇、野球監督（+ 1975年）
- 8月20日 - 成瀬巳喜男、映画監督（+ 1969年）
- 8月29日 - 村社講平、陸上競技選手（+ 1998年）

### 9月
- 9月3日 - エリック・ラーソン、アニメーター（+ 1988年）
- 9月4日 - 沢村いき雄、俳優（+ 1975年）
- 9月6日 - ヴァルター・ミュラー、物理学者（+ 1979年）
- 9月9日 - 大川平八郎、俳優（+ 1971年）
- 9月10日 - 武内俊子、童謡詩人・児童文学者（+ 1945年）
- 9月18日 - グレタ・ガルボ、女優（+ 1990年）
- 9月20日 - 杉本健吉、画家・イラストレーター（+ 2004年）
- 9月22日 - オイゲン・ゼンガー、航空エンジニア（+ 1964年）
- 9月27日 - エルンスト・バイアー、フィギュアスケート選手（+ 2001年）
- 9月30日 - ネヴィル・モット、物理学者（+ 1996年）

### 10月
- 10月2日 - 円地文子、小説家（+ 1986年）
- 10月3日 - 平林たい子、小説家（+ 1972年）
- 10月6日 - ヘレン・ウィルス・ムーディ、テニス選手（+ 1998年）
- 10月8日 - 伊瀬芳吉、実業家、ダイハツ工業元社長（+ 2000年）
- 10月8日 - 森清、実業家・衆議院議員（+ 1968年）
- 10月9日 - 天津乙女、宝塚歌劇団団員（+ 1980年）
- 10月10日 - 田中千禾夫、劇作家（+ 1995年）
- 10月12日 - リック・フェレル、野球選手（+ 1995年）
- 10月20日 - フレデリック・ダネイ、小説家（+ 1982年）
- 10月23日 - 厳家淦、元中華民国総統（+ 1993年）
- 10月25日 - 稲川東一郎、高校野球指導者（+ 1967年）
- 10月25日 - 大城のぼる - 漫画家・イラストレーター（+ 1998年）

### 11月
- 11月5日 - 入江泰吉、写真家（+ 1992年）
- 11月7日 - ウィリアム・オルウィン、音楽家（+ 1985年）
- 11月10日 - 尾上栄五郎、俳優（+ 1983年）
- 11月11日 - 藤田圭雄、児童文学者（+ 1999年）
- 11月15日 - 原民喜、小説家・詩人（+ 1951年）
- 11月15日 - 浪越徳治郎、指圧療法創始者（+ 2000年）
- 11月17日 - ロドルフォ・ウシグリ、劇作家・脚本家・小説家（+ 1979年）
- 11月21日 - フレディ・リンドストロム、メジャーリーガー（+ 1981年）
- 11月27日 - 嵯峨根遼吉、物理学者（+ 1969年）
- 11月30日 - 圓鍔勝三、彫刻家（+ 2003年）

### 12月
- 12月2日 - オスヴァルド・プグリエーセ、ピアニスト（+ 1995年）
- 12月7日 - 矢数道明、医師・医史学者（+ 2002年）
- 12月9日 - ダルトン・トランボ、脚本家・映画監督（+ 1979年）
- 12月9日 - 本郷新、彫刻家（+ 1980年）
- 12月10日 - 前尾繁三郎、第58代衆議院議長（+ 1981年）
- 12月13日 - 島田正吾、俳優（+ 2004年）
- 12月17日 - シモ・ヘイヘ、軍人・狙撃手（+ 2002年）
- 12月21日 - 如月寛多、俳優(+ 1985年)
- 12月24日 - ハワード・ヒューズ、実業家・映画製作者・飛行家（+ 1976年）
- 12月30日 - 稲垣浩、映画監督（+ 1980年）
- 12月30日 - 伊藤よし子、政治家（+ 1991年）
- 12月30日 - ダニイル・ハルムス、詩人・作家（+ 1942年）

### 誕生日不明
- 誕生日不明 - 後藤由松、日本の庭師・造園家。作庭家。(+ 没年不明)
- 誕生日不明 - 林一郎_(工学者)、日本の工学者。北海道工業大学元学長。富山県高岡市出身。(+ 1996年)

## 死去

### 1月
- 1月4日 - セオドア・トマス、指揮者（* 1835年）
- 1月14日 - エルンスト・アッベ、天文学者・数学者・物理学者（* 1840年）
- 1月30日 - 立花種恭、下手渡藩主・三池藩主・華族・初代学習院院長（* 1836年）
- 1月31日 - 副島種臣、武士・官僚・外務卿（* 1828年）

### 2月
- 2月17日 - セルゲイ・アレクサンドロヴィチ大公、ロマノフ朝皇族（* 1857年）
- 2月18日 - フレデリック・イーストレイク、英語教育家（* 1856年）
- 2月26日 - マルセル・シュウォッブ、作家（* 1867年）
- 2月27日 - ジョージ・バウトウェル、マサチューセッツ州知事・アメリカ合衆国財務長官（* 1818年）
- 2月28日 - クレマン・ジュグラー、医者・経済学者（* 1819年）

### 3月
- 3月2日 - スタンプ・ウィードマン、メジャーリーガー（* 1861年）
- 3月6日 - ジョン・レーガン、アメリカ連合国財務長官・アメリカ連合国郵政長官（* 1818年）
- 3月7日 - 竹崎順子、教育家（* 1825年）
- 3月15日 - マイアー・グッゲンハイム、グッゲンハイム家家長（* 1828年）
- 3月24日 - ジュール・ヴェルヌ、小説家・SF作家（* 1828年）
- 3月24日 - ピエトロ・タッキーニ、天文学者（* 1838年）
- 3月26日 - 松前修広、子爵、蝦夷松前藩第14代藩主（* 1865年）
- 3月28日 - 黄遵憲、詩人・外交官（* 1848年）

### 4月
- 4月13日 - 田口卯吉、経済学者・歴史家・衆議院議員（* 1855年）
- 4月13日 - 鳥尾小弥太、軍人・貴族院議員・華族（* 1847年）
- 4月16日 - 小幡篤次郎、教育家・思想家（* 1842年）
- 4月18日 - エノック・ソントンガ、作曲家（* 1873年）

### 5月
- 5月6日 - 山脇正勝、武士・新選組隊士（* 1849年）
- 5月22日 - ジョージ・ゼットレイン、メジャーリーガー（* 1844年）

### 6月
- 6月2日 - 津田出、武士・官僚・軍人（* 1832年）
- 6月3日 - 小笠原貞孚、安志藩主（* 1850年）
- 6月7日 - 岸田吟香、新聞記者・実業家・教育家（* 1833年）
- 6月8日 - レオポルト・フォン・ホーエンツォレルン＝ジグマリンゲン、ホーエンツォレルン家家長（* 1835年）
- 6月18日 - ペール・テオドール・クレーベ、化学者・地質学者（* 1840年）

### 7月
- 7月1日 - ジョン・ヘイ、アメリカ合衆国国務長官（* 1838年）
- 7月12日 - 西久保豊一郎、軍人（* 1870年）

### 8月
- 8月4日 - ヴァルター・フレミング、細胞学者（* 1843年）
- 8月6日 - 丸毛利恒、幕臣・彰義隊隊士（* 1852年）
- 8月8日 - フランツ・ルーロー、ベルリン工科大学学長・技術者（* 1829年）
- 8月14日 - シメオン・ソロモン、画家（* 1840年）
- 8月19日 - ウィリアム・アドルフ・ブグロー、画家（* 1825年）

### 9月
- 9月10日 - ピート・ブラウニング、メジャーリーガー（* 1861年）
- 9月14日 - ピエール・ブラザ、探検家（* 1852年）
- 9月18日 - ジョージ・マクドナルド、小説家・詩人・児童文学者（* 1824年）
- 9月27日 - 小出英尚、園部藩主・華族（* 1849年）

### 10月
- 10月6日 - フェルディナント・フォン・リヒトホーフェン、地理学者・探検家（* 1833年）

### 11月
- 11月17日 - アドルフ、ルクセンブルク大公（* 1817年）
- 11月29日 - 伊達宗徳、宇和島藩主（* 1830年）
- 11月29日 - 柴原和、貴族院議員・千葉県県令（* 1832年）

### 12月
- 12月3日 - 松平頼英、西条藩主・華族（* 1843年）
- 12月27日 - 京極高厚、豊岡藩主（* 1829年）

### 月不詳
- 月日不詳 - サミュエル・ビング、美術商（* 1838年）

## ノーベル賞
- 物理学賞 - フィリップ・レーナルト (Philipp Eduard Anton von Lenard)
- 化学賞 - アドルフ・フォン・バイヤー (Johann Friedrich Wilhelm Adolf von Baeyer)
- 生理学・医学賞 - ロベルト・コッホ (Robert Koch)
- 文学賞 - ヘンリック・シェンキエヴィチ (Henryk Sienkiewicz)
- 平和賞 - ベルタ・フォン・ズットナー (Baroness Bertha Sophie Felicita Von Suttner)